# Stephan Ussing (skulptör)
Stephan Peter Johannes Hjort Ussing,  född den 15 september 1828 i Ribe, död den 19 juli 1855 i Köpenhamn, var en dansk skulptör, kusin till W.J.A. och J.L. Ussing.
Ussing studerade för H.V. Bissen och vid konstakademien. Han utförde klassiska, bibliska och realistiska ämnen, Barn, som fångat en krabba, En man vattnar en häst (brons, 1853) och reliefen Barnamordet i Betlehem (tillhör konstmuseet), statyetterna Balder och Nanna (Hirschsprungska museet), statyetten Badande flicka (1854; Glyptoteket). Samma år som han dog vann han pris för En fiskargosse. Hans tidiga död avbröt en lovande konstnärsbana.